# Villa La Fiorita

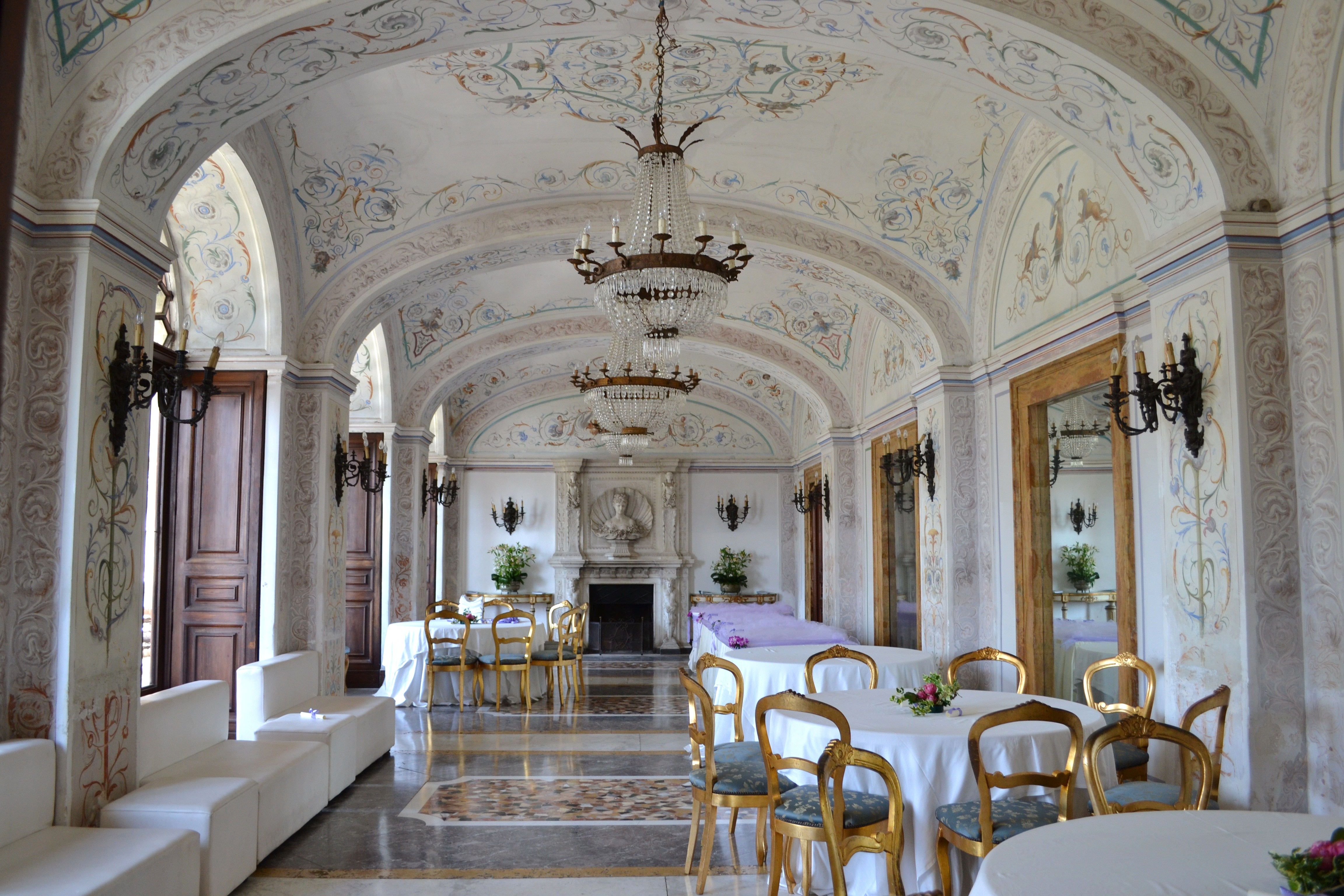
Il salone da pranzo

Villa La Fiorita (già Villa Domi) è una delle ville storiche di Napoli che si ergono sui Colli Aminei.
Precisamente, la struttura sorge presso la salita dello Scudillo, in un luogo di suggestiva bellezza paesaggistica. La villa fu voluta da una potente famiglia svizzera di mecenati e banchieri: i Meuricoffre, che fondarono la prima colonia elvetica del Regno di Napoli.
La struttura, del XVIII secolo e composta da due fabbricati disposti a "L", è una pregevole testimonianza del gusto francese molto in voga all'epoca. La villa ha visto soggiornare numerosi uomini illustri, da Mozart a Celeste Coltellini. In particolare, ospitò anche il celebre artista e scultore Francesco Jerace il quale, con le sue opere, impreziosì i grandi saloni e i giardini.
La vasta area che circonda il complesso architettonico, oltre a possedere statue, vasche, panche ed altri elementi architettonici, è caratterizzata anche da una flora di particolare rilevanza botanica. Oggi il complesso è usato per convegni e matrimoni.